# Francesco Moriero
Francesco Tranquillo Moriero (* 31. März 1969 in Lecce) ist ein ehemaliger italienischer Fußballspieler und heutiger -trainer.
Während seiner aktiven Zeit galt Moriero als schneller, technisch starker Rechtsaußen.

## Spielerkarriere

### Im Verein
Francesco Moriero begann seine Fußballerkarriere beim Verein seiner Heimatstadt, der US Lecce, für die er 1986/87 sein Serie-B-Debüt gab. In der folgenden Saison war er mit nicht einmal 20 Jahren bereits Stammspieler in der von Carlo Mazzone trainierten apulischen Mannschaft, die durch Rang zwei hinter dem FC Bologna den Aufstieg in die Serie A schaffte. In der Saison 1988/89 debütierte Moriero für die Giallorossi in Italiens höchster Spielklasse, in der man sich bis 1991 halten konnte.
Im Sommer 1992 wechselte Francesco Moriero zum sardischen Klub Cagliari Calcio, wo er zwei Spielzeiten unter Vertrag stand und sein Europapokal-Debüt feierte. Von 1994 bis 1997 spielte der Mittelfeldspieler für den Hauptstadtklub AS Rom.
Im Mai 1997 unterzeichnete Francesco Moriero einen Vertrag bei der AC Mailand. Im Juli desselben Jahres ging er allerdings, ohne jemals ein Spiel für Milan bestritten zu haben, zum Lokalrivalen Inter. Sein Transfer fand im Tausch mit André Cruz, der einen Vorvertrag bei den Nerazzurri besessen und ebenfalls nie für diese gespielt hatte, für einen symbolischen Preis von einer Million Lire statt. In seiner ersten Saison absolvierte Moriero 28 Serie-A-Partien, in denen er drei Tore erzielte, und gewann mit der von Luigi Simoni trainierten Mannschaft nach dem 3:0-Finalsieg gegen Lazio Rom den UEFA-Pokal. In den beiden folgenden Spielzeiten bestritt der Mittelfeldmann nur noch insgesamt 28 Serie-A-Partien für die Nerazzurri.
Im Jahr 2000 wechselte Francesco Moriero zum SSC Neapel, für den er noch 24 Spiele in der Serie A und Serie B absolvierte, ehe er seine aktive Laufbahn am Ende der Saison 2001/02 beendete.

### In der Nationalmannschaft
Francesco Moriero debütierte am 28. Januar 1998 beim 3:0-Sieg gegen die Slowakei unter Cesare Maldini in der italienischen Nationalmannschaft. Im selben Jahr stand er in Maldinis Kader für die Weltmeisterschaft in Frankreich, wo er vier Partien absolvierte und mit den Azzurri bis ins Viertelfinale vorstieß, wo man sich dem Gastgeber und späteren Weltmeister Frankreich mit 3:4 nach Elfmeterschießen geschlagen geben musste.
Das letzte seiner insgesamt acht Länderspiele für Italien absolvierte der Mittelfeldspieler am 9. Oktober 1999 beim 0:0 in Belarus. Seine einzigen beiden Treffer für die Squadra Azzurra erzielte Moriero am 22. April 1998 beim 3:1-Sieg gegen Paraguay.

## Trainerkarriere
Francesco Morieros erste Station als Cheftrainer war der ivorische Klub Africa Sports National, den er von 2006 bis 2007 betreute. Nach seiner Rückkehr nach Italien trainierte 2007/08 die SS Virtus Lanciano und 2008/09 den FC Crotone, mit dem ihm der Aufstieg in die Serie B gelang.
Am 24. Juni 2009 wurde Moriero als Trainer von Frosinone Calcio vorgestellt. Nachdem der Verein bis zum Saisonende die unteren Tabellenplätze belegt hatte, wurde Moriero am 25. April 2010 seines Amtes enthoben und durch Guido Carboni ersetzt. Mit zwei Punkten Vorsprung vor den Play-Out-Rängen gelang Frosinone unter seinem Nachfolger schließlich der Ligaerhalt. Nach der Entlassung von Luigi Apolloni wurde Moriero im September 2010 als neuer Trainer bei der US Grosseto vorgestellt. Am 13. Januar 2011 wurde er in Grosseto entlassen.
Ab dem 27. September 2011 trainierte Francesco Morriero den Schweizer Challenge-League-Klub FC Lugano. Im Juni 2012 wurde seine Rückkehr zum italienischen Zweitligisten US Grosseto bekannt gegeben, bei dem er einen einjährigen Vertrag unterschrieb. Anfang Oktober 2012 wurde er jedoch bei den Toskanern entlassen und durch Mario Somma als Cheftrainer ersetzt. Sowohl Somma als auch seine Nachfolger Lamberto Magrini und Leonardo Menichini scheiterten an der Seitenlinie die toskanische Mannschaft aus dem Tabellenkeller der Serie B hinauszuführen, sodass Moriero im Februar 2013 abermals zum Cheftrainer des US Grosseto ernannt wurde. Zur Saison 2013/14 kehrte er als Trainer zu seinem Heimatverein US Lecce zurück, wurde jedoch nach vier sieglosen Spielen zu Saisonbeginn bereits am 24. September 2013 wieder entlassen.

## Erfolge
- UEFA-Pokal-Sieger: 1997/98

## Verweise